# Jaromír Loula
Jaromír Loula (* 1. září 1969) je bývalý československý fotbalový záložník.

## Fotbalová kariéra
V československé lize hrál za Zbrojovku Brno, nastoupil za ni v 1 prvoligovém utkání jako střídající hráč, neskóroval (12. června 1991 v rámci domácího zápasu 29. kola ročníku 1990/91 proti Bohemians Praha). Dále hrál čtvrtou ligu za ČKD Blansko (jaro 1992 a 1992/93), později téměř 11 let v Rakousku za AFC Haugsdorf a na sklonku kariéry ve Vilémovicích.

### Prvoligová bilance
| Ročník                                   | Zápasy | Góly | Minuty | Klub              |
| ---------------------------------------- | ------ | ---- | ------ | ----------------- |
| 1. československá fotbalová liga 1990/91 | 1      | 0    | 45     | FC Zbrojovka Brno |
| CELKEM I. ČS. LIGA                       | 1      | 0    | 45     |                   |